# Kościół Najświętszego Serca Pana Jezusa w Gliśnie
Kościół pw. Najświętszego Serca Pana Jezusa w Gliśnie – budowla klasycystyczna we wsi Glisno, w powiecie sulęcińskim, w województwie lubuskim, będąca kościołem filialnym parafii w Trzemiesznie Lubuskim.

## Historia
Został wzniesiony w 1837 jako kościół ewangelicki według projektu Karla Friedricha Schinkla (fundator Izrael Mojżesz Enoch) na miejscu wcześniejszego kościoła szachulcowego z 1677. Po II wojnie światowej został przejęty przez Kościół katolicki i 25 maja 1946 poświęcony na potrzeby jego kultu. W 2001 odbył się remont dzwonnicy, a w latach 2006-2007 całego kościoła.

## Architektura
Klasycystyczna budowla murowana, wzniesiona na planie prostokąta, nakryta dwuspadowym dachem z przylegającą od zachodu wysoką czworobocznbą wieżą z zegarem, zwieńczoną niskim hełmem namiotowym. Wnętrze salowe z drewnianym stropem, okolone emporami bocznymi i emporą organową z prospektem organowym Pierwotnie wyposażony był w ambonę ołtarzową.

## Piśmiennictwo
- Krzysztof Garbacz, Przewodnik po zabytkach województwa lubuskiego. Tom III Powiaty: gorzowski - słubicki - sulęciński - międzyrzecki - strzelecko-drezdenecki, Agencja Wydawnicza PDN, Zielona Góra 2013 ISBN 978-83-934885-7-5 s. 190.
- Bogdan Kucharski, Piotr Maluśkiewicz, Ziemia Lubuska. Przewodnik, Muza SA, Warszawa 1996 ISBN 83-70-79-591-9 s. 289.